# 小行星11484
小行星11484（11484 Daudet）是一颗绕太阳运转的小行星，为主小行星带小行星。该小行星于1988年2月17日发现。

## 轨道参数
小行星11484的轨道半长轴为2.6807389 UA，离心率为0.064。